# Кріс Такер
Крістофер Такер (англ. Christopher Tucker; нар. 31 серпня 1971, Атланта, Джорджія) — американський комедійний актор, який також виступає в жанрі стендап-комедії. Найвідоміший роллю детектива Джеймса Картера в трилогії «Година пік», «Година пік 2» і «Година пік 3» і Рубі Рода — у фільмі «П'ятий елемент».

## Фільмографія
| Рік  |    | Українська назва                      | Оригінальна назва               | Роль                                  |
| ---- | -- | ------------------------------------- | ------------------------------- | ------------------------------------- |
|      | ф  | Час пік 4 (анонсовано)                | Rush Hour 4                     | детектив Джемс Картер                 |
| 2023 | ф  | Air Jordan                            | Air Jordan                      | Говард Вайт                           |
| 2016 | ф  | Біллі Лінн: Довга перерва посеред бою | Billy Lynn's Long Halftime Walk | Альберт                               |
| 2012 | ф  | Збірка промінців надії                | Silver Linings Playbook         | Денні Мак-Деніелс                     |
| 2007 | ф  | Година пік 3                          | Rush Hour 3                     | детектив Джемс Картер                 |
| 2001 | ф  | Година пік 2                          | Rush Hour 2                     | детектив Джемс Картер                 |
| 1999 | кф | П'ятниця. Видалені сцени (відео)      | Friday: Deleted Scenes          | Смоукі                                |
| 1998 | ф  | Година пік                            | Rush Hour                       | детектив Джемс Картер                 |
| 1997 | ф  | Джекі Браун                           | Jackie Brown                    | Бомонт Лівінгстон                     |
| 1997 | ф  | Гроші вирішують все                   | Money Talks                     | Франклін Гатчет                       |
| 1997 | ф  | П'ятий елемент                        | The Fifth Element               | Рубі Род                              |
| 1995 | ф  | Мертві президенти                     | Dead Presidents                 | Скип                                  |
| 1995 | ф  | П'ятниця                              | Friday                          | Смоукі                                |
| 1995 | ф  | Пантера                               | Panther                         | охоронець                             |
| 1994 | ф  | Домашня вечірка 3                     | House Party 3                   | Джонні Буз (Johnny Booze)             |
| 1993 | ф  | Людина-метеор                         | The Meteor Man                  | артист у торговому центрі             |
| 1992 | с  |                                       | Hangin' with Mr. Cooper         | Репер (епізод «Please Pass the Jock») |

### Музичні відеокліпи
| Рік  | Назва                    | Виконавці              | Ролі                             |
| ---- | ------------------------ | ---------------------- | -------------------------------- |
| 2021 | Love One Another         | Тіто Джексон           | Кріс Такер                       |
| 2005 | Shake It Off             | Мерая Кері             | чоловік на пасажирському сидінні |
| 2001 | You Rock My World        | Майкл Джексон          | Кріс Такер                       |
| 1997 | Feel So Good             | Mase                   | Кріс Такер                       |
| 1996 | California Love          | 2Pac, Dr. Dre і Роджер | злий вождь племені               |
| 1995 | Keep Their Heads Ringin' | Dr. Dre                | крадій                           |
| 1994 | Nuttin' But Love         | Heavy D & The Boyz     | друг                             |

## Нагороди
| Рік  | Нагорода                                    | Категорія                                                          | Робота                   |
| ---- | ------------------------------------------- | ------------------------------------------------------------------ | ------------------------ |
| 2013 | Gold Derby                                  | Найкращий акторський склад (разом з іншими акторами)               | «Збірка промінців надії» |
| 2012 | Critics Choice Association                  | Найкращий акторський склад (разом з іншими акторами)               | «Збірка промінців надії» |
| 2002 | Kids Choice Awards                          | Найкращий кіноактор                                                | «Година пік 2»           |
| 2002 | MTV — Кіно і телебачення                    | Найкращій бій (з Джекі Чаном проти «гонконгської банди»)           | «Година пік 2»           |
| 2002 | ShoWest Convention (США) — спеціальний приз | Комедійний актор року                                              |                          |
| 2002 | Teen Choice Award                           | Найкращий комедійний кіноактор                                     | «Година пік 2»           |
| 1999 | Blockbuster Entertainment Award             | Найкращий акторський дует (бойовики, пригоди), разом з Джекі Чаном | «Година пік»             |
| 1999 | MTV — Кіно і телебачення                    | Найкращий акторський дует, разом з Джекі Чаном                     | «Година пік»             |